# Museo Antropológico Reina Torres de Araúz
El Museo Antropológico Reina Torres de Araúz (también conocido por sus siglas como MARTA) es el principal museo antropológico de Panamá, ubicado en el corregimiento de Santa Ana de la Ciudad de Panamá. Fue fundado como Museo del Hombre Panameño el 15 de diciembre de 1976 por la Dra. Reina Torres de Araúz, en el edificio de la Antigua estación del Ferrocarril de Panamá en la Ciudad de Panamá. Mediante la Ley N.° 7 de 1983, el museo fue renombrado como Museo Antropológico Reina Torres de Araúz en honor a la fundadora del museo, la principal pionera de la antropología panameña.

## Historia

### Fundación y primeros años

Reina Torres de Araúz, fundadora del museo a quien se le renombró el museo después de su fallecimiento en 1982.

La Antigua estación del Ferrocarril de Panamá fue un edificio que pertenecía a la Zona del Canal de Panamá hasta que regresó a Panamá el 29 de octubre de 1960. El Estado destinó más de 1 millón de balboas para remodelar el edificio y convertirlo en un museo. Este trabajo comprendió la obtención de becas para formar a un grupo de profesionales en el exterior, de manera que hubiese personal capacitado para administrar este y otros museos en el país. Además, se logró el apoyo de especialistas en el país como Richard Cooke, Olga Linares, Anthony Raniere para la selección y documentación de las piezas arqueológicas. El museo fue inaugurado como Museo del Hombre Panameño el 15 de diciembre de 1976 por la Dra. Reina Torres de Araúz, fundadora de otros museos en Panamá que eran administrados por el Instituto Nacional de Cultura (INAC), actual Ministerio de Cultura, en el edificio que albergaba la Antigua estación del Ferrocarril transístmico de Panamá frente la Plaza 5 de Mayo. Su primer directora fue la historiadora Marcela Camargo desde 1976 hasta 1978. 
El museo carecía de ciertas necesidades después de la muerte de su fundadora, debido a la preocupación del Estado en la crisis económica que tenía el país. Durante la invasión estadounidense de Panamá de 1989, el museo fue víctima de vandalismo y robos por la falta de seguridad que tenía la ciudad. Su restauración demoró, dados los escasos fondos destinados por el Estado, pero gracias al apoyo de grupos civiles, el museo fue abierto nuevamente el 23 de septiembre de 1991. En ese entonces, contaba con áreas de exhibición en la planta baja y en el primer alto, una bóveda blindada para la exhibición de orfebrería precolombina, áreas administrativas, auditorio, biblioteca, depósitos, área de restauración y cafetería. La antigua estación del Ferrocarril fue declarada monumento histórico nacional mediante la Ley 37 del 22 de mayo de 1996. Mediante la Ley 33 del 22 de agosto de 2006, el edificio forma parte del Conjunto Monumental Histórico de Calidonia y Ancón junto con otros sitios y edificaciones.
En 2001 el museo fue reinaugurado, con una exhibición de piezas de la colección de orfebrería, confeccionadas y diseñadas por los aborígenes en épocas pasadas, las cuales representan los años de riqueza y orígenes del arte panameño. La exhibición contó un diorama cedido por la Universidad de Harvard de un esqueleto humano con una corona y rodeado por pectorales, argollas, narigueras y cadenas de oro, además de vasijas y armas talladas en piedra, encontrado en una tumba entre 1930 y 1933 por un arqueólogo estadounidense.

### Traslado a Llanos de Curundú

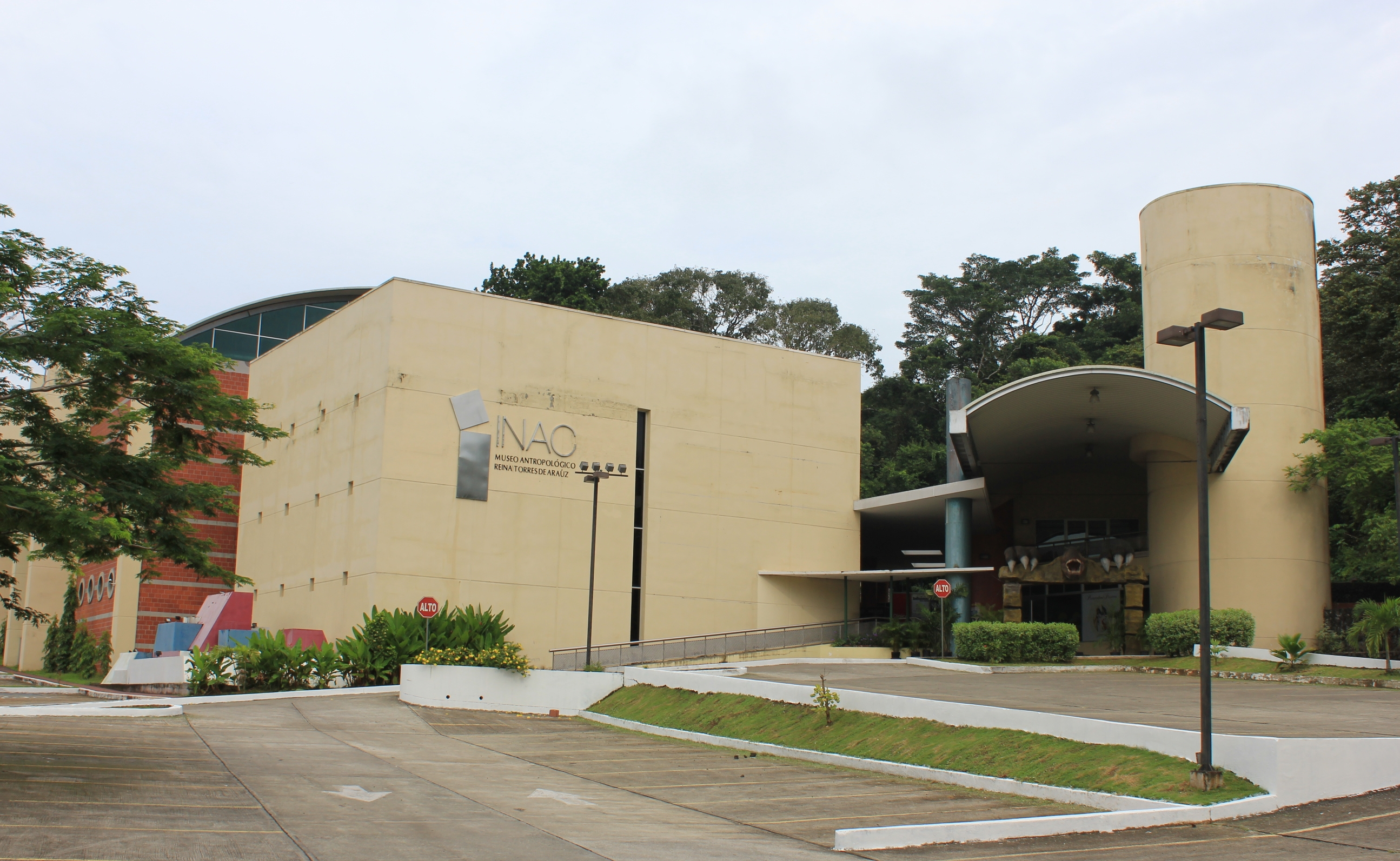
Vista del Museo Antropológico Reina Torres de Araúz cuando se encontraba en la localidad de Llanos de Curundú.

En 2005, la estructura del edificio estaba en estado de deterioro, por lo que el INAC decidió trasladar el museo al Museo del Tucán, fundado como Museo del Niño y la Niña ubicado en Llanos de Curundú. Con el museo en su nueva sede, se planeaba restaurar el viejo edificio para que volviera a albergar el museo.
El museo fue reinaugurado en su nueva sede el 21 de agosto de 2006. Durante el acto de inauguración, se exhibió una colección del artista francés Augusto Rodín, que fue prestada por el Museo Soumaya de la Ciudad de México. Sin embargo, el nuevo museo estaba en un área poco accesible por el transporte público y no estaba estructurado para exhibir las colecciones antropológicas, por lo que nunca se reabrió como correspondía.
Con el traslado del museo a la nueva sede, la antigua sede albergó el Instituto Superior de Bellas Artes (ISBA) y el INAC dispuso la construcción de un cerco para evitar el daño al edificio por parte de indigentes.

### Cierre
El museo cerró en 2013 y el año siguiente las colecciones embaladas regresaron a su primera sede. Las piezas de orfebrería fueron trasladas a una caja fuerte del Banco Nacional de Panamá y el edificio permaneció como sede del museo junto con algunas escuelas del Instituto Nacional de Cultura. Se esperaba que el museo estuviera habilitado para el año en que la Ciudad de Panamá fue Capital Iberoamericana de la Cultura en el año 2019.

#### Reapertura
Después del cierre del museo, desde hace unos diez años, el edificio ha quedado en abandono por la falta de mantenimiento del edificio. El Ministerio de Cultura de Panamá licitó la restauración integral del edificio de la Antigua estación del Ferrocarril, para que pueda albergar el museo, ya que el edificio está en gran deterioro y no puede exhibir sus colecciones. El proyecto estará a cargo del Consorcio CEN Museo Marta, que ofreció hacer la obra por un monto de 14,7 millones de balboas.
Esta es la tercera licitación para desarrollar este proyecto de restauración integral. Los dos actos públicos anteriores se dieron durante la administración de Juan Carlos Varela, en febrero de 2018 y febrero de 2019 pero ambas fracasaron. La primera vez fue porque la compañía ganadora fue inhabilitada y la segunda licitación fue declarada desierta. El proyecto ya cuenta con un informe arqueológico y con un estudio de impacto ambiental de categoría I, el cual señala que el área fue modificada por la construcción de la antigua estación del Ferrocarril.
La Dirección Nacional de Patrimonio Histórico del Ministerio de Cultura ha explicado que el trabajo consiste en la restauración del edificio para adecuarlo como un Museo Antropológico, con tres salas para exposiciones permanentes, una de ellas será dedicada a la fundadora Reina Torres de Araúz, y dos salas temporales. También, se prevé la construcción de un nuevo edificio de resguardo para el depósito de la colección de piezas, paisajismo y urbanización del entorno.

## Colecciones
La colección del Museo Antropológico Reina Torres de Araúz consta de 16,111 piezas de las cuales 12,169 son piezas de cerámica precolombina 2,744 son piezas líticas precolombinas y 1,198 piezas de material etnográfico en el 2017. El museo contiene un amplio contenido de piezas provenientes de la época precolombina y de la actualidad.

### Lítica
En piezas líticas, se encuentran piedras talladas en forma de hachas, puntas de proyectiles, metates utilizados para moler maíz, monolitos y esculturas, estas principalmente fueron encontradas en la Cultura de Barriles, que se asentó en la actual provincia de Chiriquí.

### Etnografía
La colección de etnografía trata sobre los grupos indígenas y campesinos que existen actualmente. Está compuesta de molas, polleras antiguas, bastones ceremoniales de los emberá y los wounaan, figuras curativas de los gunas conocidas como nuchus y naguas y chácaras los ngäbe.

### Orfebrería
La orfebrería fue una de las pequeñas colecciones que eran exhibidas en el Salón de Oro, entre las que se destacan joyas, vasijas, instrumentos musicales y otros objetos, que han sido agrupados siguiendo los lineamientos de la época y a los grupos que habitaron el lugar donde fueron encontrados.
La colección presenta piezas únicas y la más antigua registrada en la región centroamericana, con más de 900 años de antigüedad.
Se destacan huacas con diseños de animales e insectos, cadenas, argollas, narigueras, conchas, colgantes con espirales de oro, caracoles, pectorales, coronas, entre otras.
Algunas joyas de oro son consideradas como las más antiguas de la orfebrería panameña, ya que datan entre el año 1500 d. C. y fueron encontradas gran parte en la región del Gran Coclé.

## Exhibiciones temporales
- Panameños ilustres: Exposición dedicada a los panameños destacados del país en todos los ámbitos. La exhibición fue dividida en 5 salas: 1. Nacimiento de la República, historiadores: custodios de nuestra identidad, Padres de la Patria y Acta de Independencia de la República de Panamá 2. Símbolos Patrios, Presidentes, lucha por nuestra soberanía y la cuestión canalera, políticos, el Canal de Panamá. 3. Primeras damas, el papel de la Iglesia Católica en Panamá, Cuerpo de Bomberos, responsabilidad social, músicos y compositores, las artes escénicas, la música y el folclore. 4. Ingenieros y arquitectos, escritores y poetas, docentes, médicos, enfermeras, empresarios, el centro bancario panameño, industria. 5. Panameños de corazón, deportistas, coleccionistas y pintores.[13]

- Dinosaurios del mundo Jurásico: Exhibición compuesta por 30 dinosaurios robotizados a escala real que fue repartida en 9 salas del museo. Estos cuentan sensores que detectan la presencia de los visitantes y se activan emitiendo sonidos propios de cada especie. El recorrido abarca los períodos en que vivieron los dinosaurios: el Cretácico, el Jurásico y el Triásico. Estuvo abierta al público desde el 13 de mayo hasta el 13 de julio de 2011.[14]

- Leonardo da Vinci: artista, genio, inventor: Última exhibición temporal realizada en el museo, que contenía 150 réplicas autorizadas de las obras del artista renacentista Leonardo da Vinci, además de videos y material referente a las distintas facetas y el legado del también inventor italiano.[15]